# Adénylosuccinate lyase
L'adénylosuccinate lyase, ou adénylosuccinase, est une lyase qui catalyse deux réactions du métabolisme des purines :
Adénylosuccinate  {\displaystyle \rightleftharpoons }  fumarate + AMP,
SAICAR  {\displaystyle \rightleftharpoons }  fumarate + AICAR.
Cette enzyme est un homotétramère possédant trois sites actifs, chacun des quatre monomères identiques possédant trois domaines.
L'homme l'exprime dans tous ses tissus. Une mutation génétique est responsable de syndrome de déficience en adénylosuccinase (en).